# アダム・ギブス
アダム・ナサニエル・ギブス（Adam Nathaniel Gibbs,  1986年2月24日 - ）は、アメリカ合衆国の声優である。

## 人物
センタイ・フィルムワークスとファニメーションの仕事に関わっており、ミュージカル出演者としても活躍している。

## 出演作品
太字はメインキャラクター

### テレビアニメ
- 蒼の彼方のフォーリズム - 日向晶也[1]
- 輪るピングドラム - 渡瀬眞悧
- 氷菓 - 折木奉太郎[2]
- さくら荘のペットな彼女 - 宮原大地[3]
- 緋色の欠片 - ツヴァイ
- 境界の彼方 - 名瀬博臣[4]
- 甘城ブリリアントパーク - 可児江西也
- ブラック・ブレット - 片桐玉樹[5]
- ハイキュー!! - 菅原孝支
- 坂本ですが? -
- ちはやふる - 真島太一
- 弱キャラ友崎くん - 友崎文也[6]
- うらみちお兄さん - 表田裏道
- UQ HOLDER! 〜魔法先生ネギま!2〜 - 飴屋一空

### アニメ映画
- キャプテンハーロック -SPACE PIRATE CAPTAIN HARLOCK- - ローガン
- 僕のヒーローアカデミア THE MOVIE ～2人の英雄～ - ソード・キル